# Castello del Valentino
Castello del Valentino er en historisk bygning i det nordvestlige Italien i byen Torino. Det ligger i Parco del Valentino, og det er sæde for arkitekturfakultetet på polyteknisk universitet i Torino. Det er en af Huset Savoyens residenser, og i 1997 blev det inkluderet på UNESCOs verdensarvsliste.

## Historie
Det gamle slot blev købt af hertug Emmanuel Philibert af Savoy på opfordring af Andrea Palladio. Navnet Valentino, der nævnes første gang i 1275, synes at være afledt af en helgen ved navn Valentin, hvis relikvier befandt sig i den kirke som stod tæt ved.
Den nuværende bygning er opført af prinsesse Christine Marie af Frankrig (1606–1663), der var gift med hertug Viktor Amadeus 1., som boede her fra 1630. Arkitekten Carlo di Castellamonte foretog en omfattende renovering af bygningen med hjælp fra sin søn Amedeo. Arbejdet begyndte omkring 1633 og varede helt frem til 1660.
Bygningen er i en hestesko-form med fire rektangulær tårne, ét i hvert hjørne, og en indre gård med marmorbelægning. De falske lofter på førstesalen er i transalpino-stil. Facaden har et stort våbenskjold for huset Savoy.
Der blev foretaget mindre modifikationer i begyndelsen af 1800-tallet. På dette tidspunkt blev en stor del af 1600-tals møblementet fjernet af franske tropper. I det næste halve århundrede stod paladset mere eller mindre forladt og gik i forfald. I 1860 blev det renoveret, da man valgte det som hovedsæde for fakultetet for ingeniørvidenskab i Torino. Det er blevet yderligere renoveret i nyere tid.
I dag er der den centrale bygning for arkitekturfakultet på det polytekniske universitet i Torino.
Orto Botanico dell'Università di Torino, der er en botanisk have, ligger ved siden af.
45°03′15″N 7°41′13″Ø / 45.05403°N 7.6868677°Ø